# Dave Toschi
David Ramon Toschi (San Francisco, 11 luglio 1931 – San Francisco, 6 gennaio 2018) è stato un poliziotto statunitense, noto per essere stato a capo delle indagini per il dipartimento di polizia di San Francisco nel caso del Killer dello Zodiaco. Il suo particolare stile personale e modo di vestire furono di ispirazione per i personaggi di Bullitt e Dirty Harry.

## Biografia
Toschi è nato dalla famiglia italo-americana di Sam e Millie Toschi a San Francisco, ed era un alunno della scuola superiore Galileo. Immediatamente dopo il diploma, si arruolò nell'esercito degli Stati Uniti, e divenne membro della 24ª divisione di fanteria durante la guerra di Corea, congedato con onore nel 1952.
Rientrato a San Francisco, Toschi si unì al dipartimento di polizia di San Francisco, dove prestò servizio dal 1952 al 1987. Fu assegnato alla sezione omicidi dal 1966 al 1978. È noto soprattutto per il suo ruolo di capo investigatore nel caso di Zodiac, sul quale lui e il suo socio, l'ispettore Bill Armstrong, hanno iniziato a lavorare dopo l'omicidio del tassista Paul Stine. Fu anche assegnato al reparto che indagava sugli omicidi Zebra, e nel 1985 ricevette un premio di condotta per aver fermato i delitti di uno stupratore / ladro.
Toschi è noto per il suo stile di abbigliamento, tra cui papillon, completi scozzesi "vistosi", riccioli generosi e un trench esagerato. Nel 1976, il suo bisogno di attenzione lo portò a inviare lettere anonime che lodavano i suoi stessi sforzi ad Armistead Maupin, allora scrittore del San Francisco Chronicle; la scoperta del fatto lo portò ad essere rimosso dal caso nel 1978. Anche Toschi fu accusato, ma in seguito discolpato di aver scritto una delle lettere di Zodiac, che il laboratorio criminale dell'USPS giudicò prima autentica ma poi fu messa in dubbio da altri esperti; il sospetto pose comunque fine alla possibilità di Toschi di sostituire il capo della San Francisco Police Department Charles Gain.
Poco dopo aver lasciato la SFPD, Toschi divenne direttore della sicurezza per il St. Luke's Hospital nel Distretto Mission San Francisco, e in seguito ricoprì lo stesso ruolo per il Pan Pacific Hotel di San Francisco. Toschi era inoltre vicepresidente della North Star Security Services a Daly City. È stato consulente tecnico dei produttori del film Zodiac nel 2007. Toschi sposò Carol Bacigalupi nel 1957 dalla quale ebbe tre figlie.

## Nella cultura di massa
L'attore Mark Ruffalo ha interpretato Toschi nel film di David Fincher Zodiac .
Anche gli sceneggiatori Harry Julian Fink e RM Fink presero ispirazione per il personaggio di Harry Callaghan, il protagonista di Dirty Harry interpretato da Clint Eastwood, da Dave Toschi, mentre il cattivo del film - basato sullo Zodiac Killer - si chiamava "The Scorpio Killer".
Steve McQueen ha affermato di aver copiato lo stile distintivo di Toschi di tenere la fondina della pistola capovolta facendola passare sulla spalla per il film del 1968 Bullitt . McQueen si è anche ispirato in gran parte da Toschi per creare il personaggio di Bullitt.
George Lucas ha rilasciato un'intervista alla rivista Empire affermando che gli omicidi di Zodiac avevano catturato la sua immaginazione all'epoca in cui era studente universitario alla USC, e ha sempre avuto la sensazione che Toschi fosse stato severamente giudicato per come avesse gestito le indagini. Ha spiegato che è per questo che ha chiamato una location della Tosche Station a Tatooine, "in onore dell'ispettore della SFPD".